# Fireworks (album av Bonfire)
Fireworks är det andra studioalbumet av den tyska hårdrocksgruppen Bonfire från 1987. Samtliga låtar är skrivna av sångaren Claus Lessmann och gitarristerna Hans Ziller/Horst Maier-Thorn medan basisten Jörg Deisinger har varit inblandad i tio av låtarna. Man har även haft hjälp i låtskrivandet av Jack Ponti och Joe Lynn Turner på två låtar samt Marc Ribler på en låt.
Eftersom Bonfire hade sparkat trummisen Dominik Huelshorst medan de höll på med låtskrivandet använde man sig av en gästtrummis, Ken Mary från Fifth Angel, under inspelningen av albumet.
Bonfire har aldrig legat på den amerikanska billboardlistan med Fireworks. 2009 kom det en remastrad version av Fireworks som innehöll ett flertal av låtarna i liveversioner också.
Låt nummer nio brukar ofta bara stå som ett frågetecken på skivorna, men den heter egentligen "Fantasy".

## Låtlista
| Nr  | Titel              | Kompositör                                              | Längd |
| --- | ------------------ | ------------------------------------------------------- | ----- |
| 1.  | Ready 4 Reaction   | Lessmann, Ziller, Maier-Thorn, Deisinger                | 3:43  |
| 2.  | Never Mind         | Lessmann, Ziller, Maier-Thorn, Deisinger                | 3:39  |
| 3.  | Sleeping All Alone | Ponti, Turner, Lessmann, Ziller, Maier-Thorn, Deisinger | 3:35  |
| 4.  | Champion           | Lessmann, Ziller, Maier-Thorn, Deisinger                | 3:31  |
| 5.  | Don't Get Me Wrong | Lessmann, Ziller, Maier-Thorn, Deisinger                | 3:25  |
| 6.  | Sweet Obsession    | Ponti, Turner, Lessmann, Ziller, Maier-Thorn, Deisinger | 3:02  |
| 7.  | Rock Me Now        | Lessmann, Ziller, Maier-Thorn, Deisinger                | 4:15  |
| 8.  | American Nights    | Lessmann, Ziller, Maier-Thorn, Ribler                   | 3:42  |
| 9.  | Fantasy            | Lessmann, Ziller, Maier-Thorn, Deisinger                | 4:41  |
| 10. | Give It A Try      | Lessmann, Ziller, Maier-Thorn, Deisinger                | 4:32  |
| 11. | Cold Days          | Lessmann, Ziller, Maier-Thorn, Deisinger                | 4:24  |

## Bandmedlemmar
- Claus Lessmann - sång
- Hans Ziller - gitarr & bakgrundssång
- Horst Maier-Thorn - gitarr & bakgrundssång
- Jörg Deisinger - bas & bakgrundssång